# ГЕС Онтаке
ГЕС Онтаке (яп. 御岳発電所, Онтаке хацуденшьо, Гепберн: Ontake hatsudensho) — гідроелектростанція в Японії на острові Хонсю. Знаходячись між ГЕС Такігоші (28,9 МВт, вище по течії) та ГЕС Токіва (15 МВт), входить до складу каскаду на річці Отакі, правій притоці Кісо, яка за десяток кілометрів на захід від Нагої впадає до затоки Ісе (Внутрішнє Японське море). Можливо також відзначити, що між греблею та машинним залом станції Онтаке на Отакі знаходяться водосховище ГЕС-ГАЕС Міо, тоді як гідроагрегати останньої розташовані між греблею та машинним залом станції Токіва.

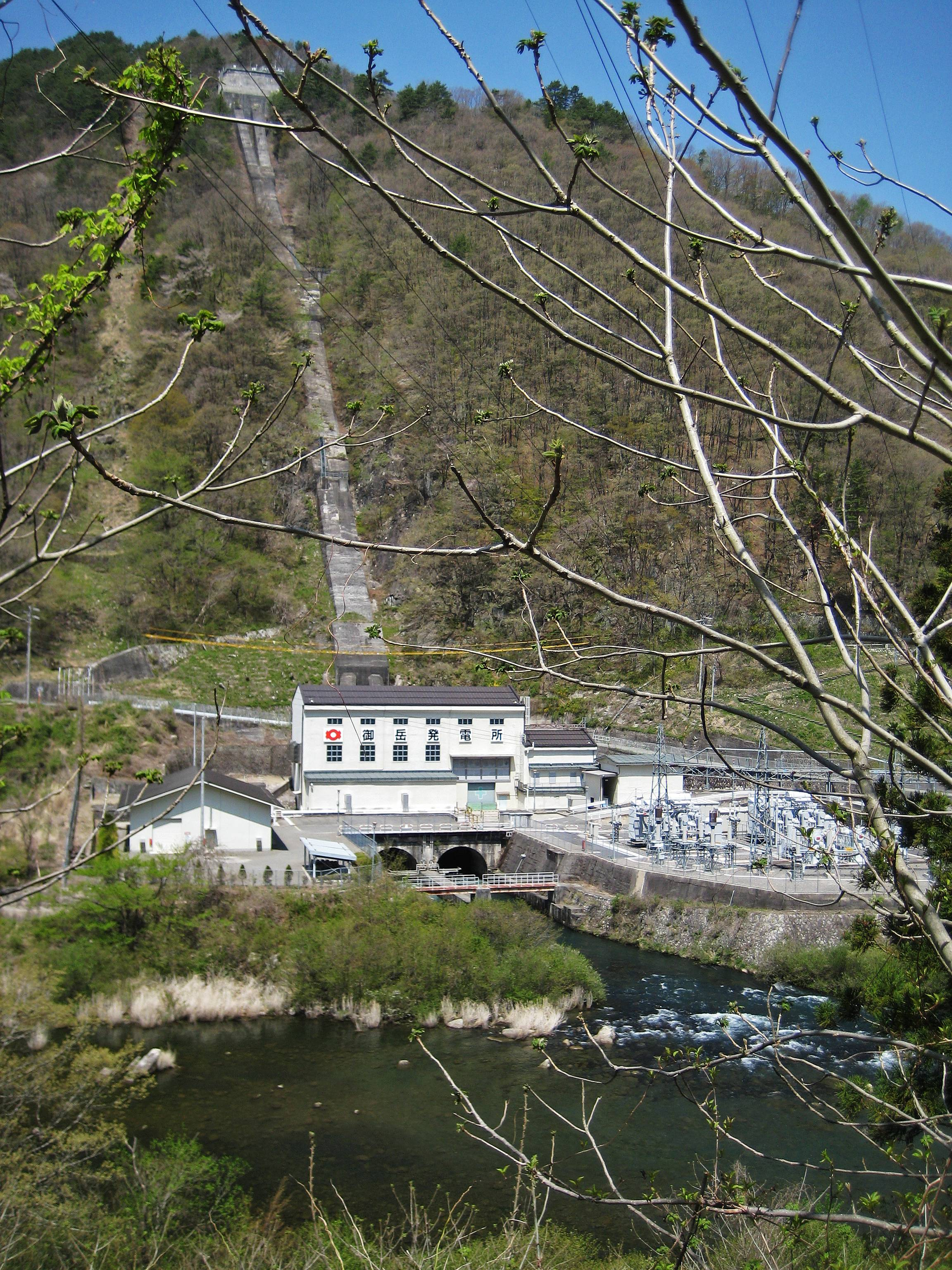
Машинний зал із гідроагрегатами 1-2

В межах проекту річку перекрили бетонною гравітаційною греблею висотою 18 метрів та довжиною 80 метрів, яка потребувала 10 тис. м3 матеріалу. Вона утворила невелике водосховище з площею поверхні 0,12 км2 і об'ємом 589 тис. м3 (корисний об'єм 209 тис. м3).
Зі сховища через лівобережний масив прокладено головний дериваційний тунель довжиною 17,2 км з перетином 3,9х3,9 метра, який на своєму шляху захоплює додатковий ресурс зі ще восьми водозаборів. Крім того, до головного тунелю приєднується бічна дериваційна траса довжиною 4,2 км з перетином 1,9х1,9 метра, котра прямує від річки Ugui (права притока Отакі, що впадає після греблі Отакігава) та має один додатковий водозабір. Нарешті, третій тунель довжиною 12,7 км з перетином 2,6х2,6 метра подає ресурс зі сточища річки Шіракава (ліва притока Отакі, котра має устя поблизу машинного залу станції Онтаке). Він починається з водозабору на Sue, лівій притоки Нішіно, котра в свою чергу є лівим допливом Шіракави. Майже одразу ця траса перетинає Нішіно та далі прямує по її правобережжю (а потім по правобережжю Шіракави) до зустрічі з головним дериваційним тунелем у верхньому балансувальному резервуарі. Цей тунель окрім вже зазначеного водозабору Sue захоплює ресурс зі ще п'яти річок та струмків.
Зазначений вище балансувальний резервуар має розміри  40х22 метра та глибину 5 метрів. З нього починаються три напірні водоводи зі спадаючим діаметром від 2,2 до 1,2 метра — два довжиною по 0,36 км та один довжиною 0,49 км. Різна довжина пояснюється наявністю двох машинних залів, послідовно розташованих на лівому березі Отакі.
Основне обладнання ГЕС становлять три турбіни типу Френсіс потужністю по 25 МВт (загальна номінальна потужність станції рахується як 68,6 МВт). Гідроагрегати № 1 та 2 (модернізовані компанією Hitachi у 2003—2004 роках) використовують напір у 229 метрів, тоді як аналогічний показник агрегату № 3 становить 223 метра.